# لين ديفيس (ممثلة)
لين ديفيس (بالإنجليزية: Lynn Davis)‏ هي مغنية وعازفة بيانو ومنتجة أسطوانات وكاتبة أغاني وممثلة أمريكية، ولدت في 12 يوليو 1958 في Jamestown, California ‏ في الولايات المتحدة.

## وصلات خارجية
- لين ديفيس (ممثلة) على موقع ميوزك برينز (الإنجليزية)
- لين ديفيس (ممثلة) على موقع أول ميوزيك (الإنجليزية)
- لين ديفيس (ممثلة) على موقع ديسكوغز (الإنجليزية)